# 'Ali Jawdat al-Ayyubi
ʿAlī Jawdat al-Ayyūbī (in arabo علي جودت الأيوبي‎?; Mosul, 1886 – Beirut, 1969) è stato un politico iracheno ·  tre volte Primo ministro del suo Paese.

## Biografia
ʿAlī Jawdat al-Ayyūbī nacque allorché il suo Paese era governato dagli Ottomani. Suo padre era sergente della polizia e dopo il suo pensionamento, divenne proprietario di un negozio di drogheria. Da giovane, ʿAlī fu mandato, con un viaggio fluviale durato 10 giorni, presso alcuni parenti che vivevano a Baghdad. Qui egli rimase accudendo una zia e raggiunse con la pubertà l'Accademia Militare al-Rashīdiyye. Dopo aver conseguito il brevetto si recò a Istanbul per frequentare i corsi della locale Accademia Militare con altri iracheni, ivi compreso Ja'far al-'Askari, Nuri al-Sa'id, Jamil al-Midfa'i e Yasin al-Hashimi. Con essi combatté durante la prima guerra mondiale, nel corso della quale gli Arabi riuscirono a liberarsi dal dominio ottomano ma non da quello francese e britannico che imposero col consenso della Società delle Nazioni Mandati in Siria, Palestina, Transgiordania e Iraq.
Dopo la costituzione del Regno d'Iraq nel 1921, con Faysal primo re dell'Iraq, ognuno di essi rivestì ruoli importanti nel Regno. ʿAlī Jawdat fu Governatore militare di Aleppo e di Homs, durante il primo breve Regno Arabo di Siria (1918-1920), sempre sotto re Faysal, servendo poi come Governatore di al-Hilla, Najaf, Kerbelāʾ, Mosul, Diyala e Bassora, e poi ancora come ministro delle Finanze, ministro degli Interni, ministro degli Esteri e Ambasciatore d'Iraq presso la corte di San Giacomo, in Francia e a Washington, dove egli inaugurò la prima Ambasciata d'Iraq negli Stati Uniti. Servì infine per tre volte in qualità di Primo ministro (1934, 1949 e 1957), sotto re Ghazi e Faysal II.
Il nome “Jawdat” gli fu dato dai maestri e colleghi e significa “qualità” in arabo. Ardente nazionalista, egli ebbe sempre una visione non settaria dell'Iraq, al di là delle sue tante etnie, sette religiose e tribù. Lottò per conseguire la maggior autonomia possibile per la sua patria dal Regno Unito, al contrario dell'atteggiamento acquiescente del Reggente, Abd al-Ilah e talvolta del suo amico Nuri al-Sa'id, tanto che una volta rassegnò le proprie dimissioni dalla carica di ministro delle Finanze, in un governo di Nuri Pascià, in segno di protesta per un Trattato con Londra che Nuri invece perseguiva.
La rivoluzione del 14 luglio 1958 non travolse ʿAlī Jawdat al-Ayyūbī, che visse per il resto della sua vita modestamente e con grande semplicità, circondato da una fama d'integrità, di coraggio e di totale dedizione alla causa araba che gli sopravvissero. Morì a Beirut il 3 marzo 1969, poco dopo aver completato le sue memorie.